# Džon Džejkob Astor
Džon Džejkob Astor (engl. John Jacob Astor, rođen kao Johann Jakob Astor, 17. jula 1763. - 29. marta 1848) bio je nemačko-američki poslovni magnat, trgovac, investitor i prvi istaknuti član porodice Astor, te prvi multimilioner u SAD. On je tvorac prvog povereničkog fonda u Americi.
Astor je otišao u SAD nakon Američkog rata za nezavisnost te izgradio carstvo trgovinom krznom koja se protezalo do Velikih jezera i Kanade, a kasnije se proširilo na američki zapad i pacifičku obalu. On je takođe bio uključen u krijumčarenje opijuma. U ranom 19. veku preusmerio se na trgovinu nekretninama u Njujorku, a kasnije je postao poznati mecena.

## Mladost
Astorovi je preci bili su valdenzijanske izbeglice iz Savoje, a Astor je ostao član reformisane crkve tokom svog života. Rođen je u Valdorfu, u blizini Hajdelberga u Staroj Falačkoj koja je godine 1803. postala deo Velikog vojvodstva Baden (sada u sklopu okruga Rajna-Nekar u državi Baden-Virtemberg, Nemačka). On je bio sin mesara Johana Jakob Astora (7. jula 1724. - 18. aprila 1816) i Marije Magdalene Vorfelder. Sin je karijeru započeo radom u Nemačkoj kao pomoćnik u očevoj firmi kao prodavac mlečnih proizvoda. Sa 16 godina emigrirao je u London, gde je učio engleski dok je radio za svojim bratom Džordžom u proizvodnji muzičkih instrumenata.
Astor je stigao u SAD u martu 1784. odmah nakon kraja rata za nezavisnost. Njegov brat Henri Astor je stigao pre njega u Njujork, i osnovao mesaru u kojoj je Džon Džejkob Astor je u početku radio. On je prešao na trgovinu krzna s Indijancima, a krajem 1780. je započeo trgovinu krznom robe u Njujorku. On je takođe postao njujorški agent za bratovo poslovanje sa muzičkim instrumentima.
Astor je oženio Saru Tod 19. septembra 1785. kći Adama Toda i Sare Koks.. Iako mu je donela miraz od samo $300, posedovala je skroman um i poslovnu sposobnost rasuđivanja koju je on smatrao boljom od većine trgovaca. Ona mu je pomagala u praktičnim pojedinostima njegovog poslovanja.

## Bogatstvo od trgovine krznom
Astor je iskoristio Sporazum između Velike Britanije i SAD godine 1794, kojim su otvorena nova tržišta u Kanadi i regiji Velikih jezera. Tada u Londonu, Astor je jednom napravio ugovor sa Severozapadnom kompanijom iz Montreala i Kvebeka (tada magnatom kanadske trgovine krznom na severozapadu). On je uvozio krzna iz Montreala u Njujork, te ih dostavljao u sve delove Europe. Do 1800. je skupio gotovo četvrt miliona dolara, te je postao jedna od vodećih figura u trgovini krznom. Godine 1800, sledeći primer broda Empress of China (carica Kine), prvog američkog trgovinskog broda u Kini, Astor je počeo da trguje krznom, čajevima i obućom sa Kantonom u Kini, i ostvario je znatnu zaradu.
Američki zakon o embargu iz 1807, međutim, poremetio je njegovo uvozno / izvozno poslovanje. Sa dopuštenjem predsednika Tomasa Džefersona, Astor je osnovao 6. aprila 1808. Američku kompaniju krzna. Kasnije je formirao podružnice: Pacific Fur Company i Southwest Fur Company (u kojima su Kanađani imali određenu ulogu), kako bi se kontrolisala trgovina krznom na reci Kolumbia i Velikiim jezerima.
Njegovo trgovačko središte na reci Kolumbija u Fort Astoriji (osnovano u aprilu 1811) je bila prva američka zajednica na obali Pacifika. On je finansirao kopnenu Astor ekspediciju tokom 1810-12 do utvrđenja. Članovi ekspedicije su otkrili Južni prolaz, preko kojeg su prešle stotine hiljade doseljenika za Oregon i Kaliforniju.
Astorova trgovina krznom bila je opet prekinuta kad su Britanci osvojili njegove pijace tokom rata 1812. godine. Astor se uključio u trgovinu opijumom 1816. godine. Njegova krznarska firma kupila je deset tona turskog opijuma, zatim dostavljala krijumčarenu robu u Kanton. Astor je kasnije napustio trgovinu opijumom s Kinom i prodavao ga isključivo u Engleskoj.
Astorovo poslovanje se oporavilo godine 1817. nakon što je američki Kongres doneo protekcionistički zakon kojim zabranjuje poslovanje stranim trgovcima na području SAD. Američka krznarska firma je počela da dominira trgovinom u području oko Velikih jezera. Godine 1822. Astor je osnovao Astor haus na ostrvu Makino kao sedište za reorganizovano krznarsko preduzeće, što je to ostrvo pretvorilo u metropolu trgovine krznom. Astorove trgovačke rute su se protezale preko celog sveta, a njegovi brodovi su bili u svakom moru.
Astor je godine 1804. kupio od Arona Bara ono što je ostalo od 99-godišnjeg zakupa na nekretnine na Menhetnu. U to vreme, Bar je služio kao potpredsednik kod Tomasa Džefersona. Zakup je za vredio do 1866. Astor je započeo s podelom zemlje na gotovo 250 delova, te ih je dao u podnajam. Njegovi su uslovi bili da stanar može da radi šta god želi sa zemljištem na dvadeset i jednu godinu, nakon čega se mora obnoviti zakup ili vratiti Astoru.

## Posao s nekretninama i penzionisanje
Astor je 1799. godine počeo da kupuje zemljišta po Njujorku i formirao je znatno imanje. Nakon početka 19. veka, na istom nivou sa profitom trgovine sa Kinom, njegov interes na nekretninama postajao je sve znatniji, ambiciozniji i proračunatiji. Godine 1803. kupio je 70 hektara farme koja se protezala zapadno od Brodveja do reke Hadson između današnje 42. i 46. ulice. Te iste godine kao i sledeće, on je kupio znatne udele od osramoćenog Arona Bara.
Tokom 1830-ih Džon Džejkob Astor je predvideo da će sledeći veliki bum biti izgradnja Njujorka, koji će uskoro postati jedan od najvećih svetskih gradova. Astor se povukao iz američke krznarske firme, kao i svih drugih poslova i koristio novac za kupovinu i razvoj velike površine Menhetna za nekretnine. Astor je tačno predvideo brzi rast Njujorka na sever u pravcu Menhetna, kupujući sve više zemljišta izvan tada postojećih granica grada. Astor je retko gradio na svojoj zemlji već je iznajmljivao drugima na korištenje.
Nakon povlačenja iz posla, Astor je proveo ostatak svog života kao mecena kulture. On je podržavao ornitologa Džona Džejmsa Odubona i predsedničku kampanju Henrija Kleja.

## Oporuka
U vreme njegove smrti 1848, Astor je bio najbogatiji čovek u Sjedinjenim Državama, ostavivši imovinu čija se vrednost procenjuje na najmanje 20 miliona tadašnjih dolara. Njegova procenjena neto vrednost, ako se uporedi sa američkim BDP-om u to vreme, bila bi jednaka 110,1 milijarde dolara iz 2006. godine, čime je postao peti najbogatiji čovek u američkoj istoriji. Procena koja se temelji na inflaciji od zakonom propisanog američkog zlatnog standarda po stopi od 21 dolara po unci godine 1850. iznosi 1,272 milijarde dolara u godini 2011  dolara.
U svojoj oporuci, on je ostavio 400.000 dolara za izgradnju Astor biblioteke za javnost u Njujorku (kasnije konsolidovane sa drugim bibliotekama u obliku Njujorške javne biblioteke), te 50.000 dolara za usluge doma za siromašne i sirotišta u svom rodnom gradu Valdorfu. Astorhaus je sada muzej u čast gradskih predaka i poznata dvorana za svadbe. Nadalje Astor je donirao 25.000 dolara za Nemačko društvo Grada Njujorka, čiji je predsednik bio od 1837 do 1841. Takođe $30.000 koji će se koristiti za profesora na katedri nemačke književnosti na Univerzitetu Kolumbija, ali zbog nesuglasica u pogledu dekanata to je kasnije izbrisano iz oporuke.
Astor je ostavio većinu svog bogatstva svom drugom sinu, Vilijamu Bakhausu Astora, starijem. Njegov najstariji sin, Džon Dejkob Astor, Jr., bio je duševno bolestan, a Astor je ostavio dovoljno novca da bi se brinuli o njemu tokom ostatka njegovog života.
Džon Dzejkob Astor je sahranjen na groblju Svetog Trojstva u Menhetnu, budući da su mnogi članovi njegove porodice bili članovi te crkve, iako je Astor ostao člana lokalne reformisane crkve do njegove smrti. Herman Melvil je koristio lik Astora kao simbol najranijih bogatstava u Njujorku u svom romanu „Bartlebi, pisar”.
Par mramornih lavova koji sede na ulazu u Njujoršku javnu biblioteku na Petoj aveniji i 42. ulici su izvorno nazvani Lav Astor i Lav Lenoks, po Astoru i Džejmsu Lenoksu, koji su osnovali biblioteku. Tada su se zvali Lord Astor i Lejdi Astor Lenoks (oba lava su mužjaci). Gradonačelnik Fiorelo La Gvardija ih je preimenovao u „Patience” i „Fortitude” tokom Velike depresije.
Godine 1908, kada je fudbalski klub osnovan u njegovom rodnom mestu, dobio je ime Astoria u čast njega i njegove porodice, a danas se zove FK Astoria Valdorf.

## Napomene
1. ↑  Jacob was always written with a 'c' in the records of Walldorf's Reformed Church, but Walldorf's Rev. Georg Speyer spelled the name with a 'k' in his laudatio for Astor's 50th death-ceremony. From then on that spelling was used in Astor's hometown Ebeling 1998b, стр. 2.

## Literatura
- Baynes, T.S., ур. (1878). „John Jacob Astor”. Encyclopaedia Britannica. 2 (9th изд.). стр. 737.
- Chisholm, Hugh, ур. (1911), „Astor, John Jacob”,  (на језику: енглески), 2 (11 изд.), Cambridge University Press, стр. 793—794
- Ebeling, Herbert C. (1998a), Johann Jakob Astor: Ein Lebensbild (на језику: немачки), Walldorf, Germany: Astor-Stiftungsrat
- Ebeling, Herbert C. (1998b), Johann Jakob Astor zum 150. Todestag (на језику: немачки), Walldorf, Germany: Astor-Stiftungsrat
- Johnson, Rossiter, ур. (1904), „John Jacob Astor”, The Twentieth Century Biographical Dictionary of Notable Americans, Boston: The Biographical Society, стр. 159
- Brands, H. W (1999). Masters of Enterprise: Giants of American Business from John Jacob Astor and J. P. Morgan to Bill Gates and Oprah Winfrey.
- Ebeling, Herbert C.; Horn, W. O. Johann Jacob Astor - Ein Lebensbild aus dem Volke, für das Volk und seine Jugend (in German). Walldorf: Astor-Stiftung, 2004.
- Emmerich, Alexander (2013). John Jacob Astor and the First Great American Fortune.
- Madsen, Axel (2001), John Jacob Astor: America's First Multimillionaire
- „John Jacob Astor”, Harper's New Monthly Magazine, Vol. XXX, Harper's Magazine Co., 1865, стр. 308—323
- Smith, Arthur Douglas Howden, John Jacob Astor, Landlord Of New York., Philadelphia: J.B. Lippincott, 1929.
- Youngman, Anna (1908-06-01). „The Fortune of John Jacob Astor,”. Journal of Political Economy,. Part 1: 16  (6):, pp. 345–368; Part 2: 16  (7):, pp. 436–441; Part 3: 16  (8):, pp. 514–530. „Part 1”. JSTOR 1820664., „Part 2”. JSTOR 1820843., and „Part 3”. JSTOR 1820382. in JSTOR.
- Waldrup, Carole Chandler, More Colonial Women: 25 Pioneers of Early America. McFarland, 2004

## Spoljašnje veze
- Džon Džejkob Astor на веб-сајту  (језик: енглески)
- Astor family papers, 1792-1916 at the New York Public Library
- John Jacob Astor Business Records at Baker Library Historical Collections, Harvard Business School
- The Waldorf Astoria Hotel
- The "Astorhaus" in Germany, now a museum
- Astoria, Author Washington Irving full text (pdf)
- Frontline show
- National Portrait Gallery
- „Astor, John Jacob, an American merchant”. Collier's New Encyclopedia. 1921.
- „Astor, John Jacob, American merchant”. Encyclopedia Americana. 1920.
- „Astor, John Jacob”. The New Student's Reference Work. 1914.
- „Astor, John Jacob”. The Nuttall Encyclopædia. 1907.
- „Astor, John Jacob. An American merchant”. New International Encyclopedia. 1905.
- „Astor, John Jacob”. The American Cyclopædia. 1879.